# Joan Bodon
Joan Bodon (Crespinh, Avairon, 11 de desembre de 1920 - Arbatache, Algèria, 24 de febrer de 1975) fou un escriptor occità. És segurament l'autor del segle xx més conegut i reconegut pels occitans. Se'l considera un dels tres principals novel·listes de llengua occitana del segle xx.

## Biografia
Joan Bodon va néixer el 1920 dins una família modesta a Crespinh, fill de Ciprian Bodon i d'Albania Balssà, parenta allunyada de l'escriptor francés d'origen occità Honoré de Balzac. Va estudiar al seu poble i a Naucèla. L'any 1941 esdevingué professor i va fer classes a Castanet. Durant l'ocupació alemanya de França fou deportat per a treballar en el STO (Servei de Treball Obligatori) a Breslau (Silèsia). L'any 1945 va tornar i va continuar sent professor. El 1946 es va casar amb la professora Camilha Vidal. El 1968 emigrà a Algèria.
Va escriure novel·les en prosa, contes i també poemes, sovint adaptats en cançó. La seva obra va fer girar l'estètica i l'ètica de la literatura occitana cap a una modernitat de l'escriptura. Posa en escena el destí, sovint tràgic, de la civilització occitana i dels homes, barrejant-hi la seva. La universalitat dels seus temes s'amaga dins una minuciosa descripció de la civilització occitana. En general tracta els problemes de l'occità que vol integrar-se a la civilització moderna sense renegar la seva identitat.

## Obra destacada

### Novel·les
- Contes dels Balssàs (1953), sobre la família Balzac
- La grava sul camin (1956)
- La Santa Estèla del Centenari (1960)
- Lo libre dels Grands Jorns (1964). Traduït al català i prologat per Joan-Lluís Lluís: El llibre dels finals, Club Editor, 2015.
- Lo libre de Catòia (1966). Traduït al català per Artur Quintana: Catoia l'enfarinat, Club Editor, 1973, reedició del 2009.
- La Quimèra (1974)
- Las Domaisèlas (1976)

### Contes
- Los contes del meu ostal
- Contes del Drac (1975)

### Poesia
- Res non val l'electrochòc (1970)
- Sus la mar de las galèras (1975)